# Северная Македония на «Детском Евровидении — 2023»
Северная Македония участвовала в «Детском Евровидении — 2023», которое состоялось 26 ноября 2023 года в Ницце (Франция). Страну представила Тамара Груеска с песней «Кажи ми, кажи ми кој», заняв 12-е место с 76 баллами.

## Предыстория
По состоянию на 2023 год, Северная Македония (до 2018 года включительно — под названием «Бывшая Югославская Республика Македония») принимала участие в «Детском Евровидении» 16 раз с момента своего дебюта в 2003 году. Северная Македония лишь трижды отсутствовала на «Детском Евровидении» — в 2012, 2014 и 2020 годах. Их лучшие результаты на конкурсе были зафиксированы в 2007 и 2008 годах — тогда от имени страны отправились дуэт Росица Кулакова и Димитр Стойменовски и Боби Андонов соответственно, заняв пятое место. В 2022 году Лара, Йован и Ирина представляли Северную Македонию с песней «Животот е пред мене» и заняли 14-е место с 54 баллами. Северомакедонский вещатель МРТ подтвердил своё участие на конкурсе 26 апреля 2023 года, в тот же день объявив процесс отбора — прослушивание в штаб-квартире МРТ в Скопье.

## До «Детского Евровидения»

### Выбор представителя
26 апреля 2023 года северомакедонский вещатель МРТ объявил о начале приёма заявок, продлившееся до 5 мая 2023 года. Прослушивание состоялось 11 мая 2023 года в студии МРТ в Скопье. Спустя пять дней, 16 мая, было объявлено, что 12-летняя Тамара Груеска была выбрана специальным комитетом для участия в «Детском Евровидении — 2023» от Северной Македонии. 

### Презентация песни
Песня Тамары, «Кажи ми, кажи ми кој» (рус. «Скажи мне, скажи мне, кто»), была представлена 16 октября 2023 года. Авторами песни стали Роберт Билбилов и Коста Петров, которые были соавторами песни «Proud» (с которой Тамара Тодевска представляла Северную Македонию на «Евровидении-2019», заняв 7 место), в то время как Роберт Билбилов также был соавтором песни «Green Forces» (с которой группа Dajte muzika представляла Северную Македонию на «Детском Евровидении — 2021», заняв 9 место).

## На «Детском Евровидении»

### Выступление
Порядок выступления стран-участниц «Детского Евровидения — 2023» был определён 20 ноября 2023 года: Северная Македония выступила под шестым номером — после Великобритании и перед Эстонией. Креативным директором выступления Тамары стала Люпка Гордан, которая также занималась постановкой номера участникам от Северной Македонии на «Детском Евровидении» в 2018 и 2019 годах. Тамара Груеска участвовала на репетициях, которые состоялись 21 и 23 ноября 2023 года, за которыми последовала генеральная репетиция, состоявшаяся днём 25 ноября 2023 года и «шоу для жюри», которое состоялось вечером 25 ноября 2023 года.

### Голосование
На конкурсе была вновь использована та система голосования, которая была введена в 2017 году, где результаты определяются суммой баллов онлайн-голосования (50%) и голосования жюри (50%). В каждой стране-участнице было национальное жюри, состоящее из 5 человек: трое из них — профессионалы музыкальной индустрии, а двое — дети в возрасте от 10 до 15 лет, которые должны были быть гражданами страны, от имени которой они голосовали. 
Онлайн-голосование состояло из двух этапов: первый этап онлайн-голосования начался 24 ноября 2023 года, когда на сайте конкурса (junioreurovision.tv) были показаны отрывки репетиций участников, после чего зрители смогли проголосовать за 3 участников. Первый этап онлайн-голосования завершился 26 ноября 2023 года в 15:59 по центральноевропейскому времени. Второй этап онлайн-голосования начался сразу после последнего, шестнадцатого, выступления и длился 15 минут.
По итогам голосования Северная Македония заняла 12-е место, набрав 76 баллов: по итогам голосования жюри Северная Македония заняла 10-е место с 37 баллами, а по итогам онлайн-голосования — 15-е место с 39 баллами.

### Раздельные результаты голосования
В состав северомакедонского профессионального жюри вошли:
- Илия Карадакоски;
- Йован Якимовски (представитель Северной Македонии на «Детском Евровидении — 2022»);
- Трайко Йордановски;
- Кристина Талеска Големтеова;
- Ирина Давидовска (представительница Северной Македонии на «Детском Евровидении — 2022»).

| Раздельные результаты голосования Северной Македонии | Раздельные результаты голосования Северной Македонии | Раздельные результаты голосования Северной Македонии | Раздельные результаты голосования Северной Македонии | Раздельные результаты голосования Северной Македонии | Раздельные результаты голосования Северной Македонии | Раздельные результаты голосования Северной Македонии | Раздельные результаты голосования Северной Македонии | Раздельные результаты голосования Северной Македонии | Раздельные результаты голосования Северной Македонии |
| №                                                    | Страна                                               | Судья A                                              | Судья B                                              | Судья C                                              | Судья D                                              | Судья E                                              | Место                                                | Баллы                                                |                                                      |
| ---------------------------------------------------- | ---------------------------------------------------- | ---------------------------------------------------- | ---------------------------------------------------- | ---------------------------------------------------- | ---------------------------------------------------- | ---------------------------------------------------- | ---------------------------------------------------- | ---------------------------------------------------- | ---------------------------------------------------- |
| 1                                                    | Испания                                              | 1                                                    | 6                                                    | 2                                                    | 8                                                    | 5                                                    | 2                                                    | 10                                                   |                                                      |
| 2                                                    | Мальта                                               | 4                                                    | 9                                                    | 15                                                   | 12                                                   | 15                                                   | 11                                                   |                                                      |                                                      |
| 3                                                    | Украина                                              | 3                                                    | 5                                                    | 12                                                   | 10                                                   | 11                                                   | 8                                                    | 3                                                    |                                                      |
| 4                                                    | Ирландия                                             | 10                                                   | 8                                                    | 14                                                   | 13                                                   | 10                                                   | 14                                                   |                                                      |                                                      |
| 5                                                    | Великобритания                                       | 5                                                    | 4                                                    | 5                                                    | 5                                                    | 3                                                    | 4                                                    | 7                                                    |                                                      |
| 6                                                    | Северная Македония                                   |                                                      |                                                      |                                                      |                                                      |                                                      |                                                      |                                                      |                                                      |
| 7                                                    | Эстония                                              | 13                                                   | 7                                                    | 8                                                    | 6                                                    | 9                                                    | 9                                                    | 2                                                    |                                                      |
| 8                                                    | Армения                                              | 2                                                    | 1                                                    | 4                                                    | 1                                                    | 1                                                    | 1                                                    | 12                                                   |                                                      |
| 9                                                    | Польша                                               | 14                                                   | 11                                                   | 9                                                    | 9                                                    | 8                                                    | 12                                                   |                                                      |                                                      |
| 10                                                   | Грузия                                               | 15                                                   | 15                                                   | 7                                                    | 14                                                   | 6                                                    | 13                                                   |                                                      |                                                      |
| 11                                                   | Португалия                                           | 12                                                   | 13                                                   | 13                                                   | 15                                                   | 14                                                   | 15                                                   |                                                      |                                                      |
| 12                                                   | Франция                                              | 6                                                    | 12                                                   | 3                                                    | 3                                                    | 2                                                    | 3                                                    | 8                                                    |                                                      |
| 13                                                   | Албания                                              | 7                                                    | 3                                                    | 11                                                   | 2                                                    | 13                                                   | 6                                                    | 5                                                    |                                                      |
| 14                                                   | Италия                                               | 8                                                    | 10                                                   | 6                                                    | 11                                                   | 12                                                   | 10                                                   | 1                                                    |                                                      |
| 15                                                   | Германия                                             | 9                                                    | 2                                                    | 10                                                   | 7                                                    | 7                                                    | 7                                                    | 4                                                    |                                                      |
| 16                                                   | Нидерланды                                           | 11                                                   | 14                                                   | 1                                                    | 4                                                    | 4                                                    | 5                                                    | 6                                                    |                                                      |

### Голосование
| Баллы                                                              | Страна                   |
| ------------------------------------------------------------------ | ------------------------ |
| 12 баллов                                                          |                          |
| 10 баллов                                                          | Польша                   |
| 8 баллов                                                           |                          |
| 7 баллов                                                           |                          |
| 6 баллов                                                           | Португалия               |
| 5 баллов                                                           | Франция                  |
| 4 балла                                                            | Германия                 |
| 3 балла                                                            | Нидерланды               |
| 2 балла                                                            | Испания Мальта Украина   |
| 1 балл                                                             | Албания Армения Ирландия |
| Северная Македония получила 39 баллов по итогам онлайн-голосования |                          |

| Баллы     | Страна         |
| --------- | -------------- |
| 12 баллов | Армения        |
| 10 баллов | Испания        |
| 8 баллов  | Франция        |
| 7 баллов  | Великобритания |
| 6 баллов  | Нидерланды     |
| 5 баллов  | Албания        |
| 4 балла   | Германия       |
| 3 балла   | Украина        |
| 2 балла   | Эстония        |
| 1 балл    | Италия         |